# 대한민국 독립유공자
독립유공자(獨立有功者)는 '독립유공자예우에관한법률'에 따른 순국선열과 애국지사를 말한다. 이러한 순국선열과 애국지사의 숭고한 독립정신을 계승, 선양하고 민족정기와 민족단결을 고취하며 조국의 평화통일과 민족중흥의 역사적 대업에 기여함을 목적으로 1982년 1월 29일, 한국독립유공자협회(韓國獨立有功者協會)가 설립되었다. 2019년 기준으로 국가보훈처가 서훈한 독립유공자는 15,511명이다.
대한민국의 대중적 정서에서는 독립유공자와 독립유공자의 후손을 구별하지 않는 성향이 강하다. 반대로 친일파와 친일파의 후손을 구별하지 않는 성향도 강하다. 이는 조상과 자손을 일체로 보는 동양적 사고방식이다. 조상이 공을 세우면 후손도 공이 있는 사람으로 대우를 받고, 조상이 죄를 지으면 후손도 죄인에 준해서 대우한다. 북한의 경우 그러한 경향이 더욱 강하여 독립운동가의 후손이 사회지도자로서의 지위를 계승하고 있다.

## 적용 대상
- 순국선열(殉國先烈): 일제의 국권침탈 전후로부터 1945년 8월 14일까지 국내외에서 일제의 국권침탈을 반대하거나 독립운동을 위하여 일제에 항거하다가 그 반대나 항거로 인하여 순국한 자로서, 그 공로로 건국훈장(建國勳章)·건국포장(建國褒章) 또는 대통령 표창을 받은 자[1]
- 애국지사(愛國志士): 일제의 국권침탈 전후로부터 1945년 8월 14일까지 국내외에서 일제의 국권침탈을 반대하거나 독립운동을 위하여 일제에 항거한 사실이 있는 자로서, 그 공로로 건국훈장·건국포장 또는 대통령 표창을 받은 자이다.[1]

## 독립유공자 명단

### 독립유공자 1급: 대한민국장 (31명)
- 강우규(姜宇奎)
- 김구(金九)
- 김규식(金奎植)
- 김좌진(金佐鎭)
- 김창숙(金昌淑)
- 민영환(閔泳煥)
- 서재필(徐載弼)
- 손병희(孫秉熙)
- 신익희(申翼熙)
- 쑨원(孫文)(중국인)
- 쑹메이링(宋美齡)(중국인,여)
- 안중근(安重根)
- 안창호(安昌浩)
- 오동진(吳東振)
- 유관순(柳寬順)(여)
- 윤봉길(尹奉吉)
- 이강년(李康秊)
- 이승훈(李昇薰)
- 이회영(李會榮)
- 이준(李儁)
- 임병직(林炳稷)
- 장제스(蔣介石)(중국인)
- 조만식(曺晩植)
- 조병세(趙秉世)
- 조소앙(趙素昻)
- 천궈푸(陳果夫)(중국인)
- 천치메이(陳其美)(중국인)
- 최익현(崔益鉉)
- 한용운(韓龍雲)
- 허위(許蔿)[2]
- 홍범도
- 절영

### 독립유공자 2급:대통령장(93명)
- 강기동(姜基東)
- 구춘선(具春先)
- 권동진(權東鎭)
- 권병덕(權秉悳)
- 김경천(金擎天)
- 김동삼(金東三)
- 김병조(金秉祚)
- 김붕준(金朋濬)
- 김상옥(金尙玉)
- 김성수(金性洙)
- 김완규(金完奎)
- 김익상(金益相)
- 김지섭(金祉燮)
- 김하락(金河洛)
- 나석주(羅錫疇)
- 나용환(羅龍煥)
- 나인협(羅仁協)
- 남상덕(南相悳)
- 남자현(南慈賢)
- 노백린(盧伯麟)
- 당계요(唐繼堯)(중국인)
- 문창범(文昌範)
- 문태수(文泰洙)
- 민종식(閔宗植)
- 박동완(朴東完)
- 박렬(朴烈)
- 박승환(朴昇煥)
- 박용만(朴容萬)
- 박은식(朴殷植)
- 박준승(朴準承)
- 배설(裵說)(영국인)
- 백용성(白龍城)
- 손과(孫科)(중국인)
- 송교인(宋敎仁)(중국인)
- 신규식(申圭植)
- 신돌석(申乭石)
- 신석구(申錫九)
- 신채호(申采浩)
- 신홍식(申洪植)
- 안재홍(安在鴻)
- 양기탁(梁起鐸)
- 양전백(梁甸伯)
- 양한묵(梁漢默)
- 여천민(呂天民)(중국인)
- 연기우(延基羽)
- 오세창(吳世昌)
- 오화영(吳華英)
- 우빈(于斌)(중국인)
- 유동열(柳東說)
- 유여대(劉如大)
- 유인석(柳麟錫)
- 윤기섭(尹琦燮)
- 이동녕(李東寧)
- 이동휘(李東輝)
- 이명룡(李明龍)
- 이범석(李範奭)
- 이범윤(李範允)
- 이봉창(李奉昌)
- 이상재(李商在)
- 이승희(李承熙)
- 이위종(白瑋鍾)
- 이은찬(李殷瓚)
- 이인영(李麟榮)
- 이재명(李在明)
- 이종일(李鍾一)
- 이종훈(李鍾勳)
- 이필주(李弼柱)
- 임삼(林森)
- 임예환(林禮煥)
- 장건상(張建相)
- 장인환(張仁煥)
- 전명운(田明雲)
- 전해산(全海山)
- 정환직(鄭煥直)
- 조성환(曺成煥)
- 조완구(趙琬九)
- 주가화(朱家驊)(중국인)
- 주시경(周時經)
- 지청천(池靑天)
- 진성(陳誠)(중국인)
- 채상덕(蔡相悳)
- 최석순(崔碩淳)
- 최성모(崔聖模)
- 호한민(胡漢民)(중국인)
- 홍기조(洪基兆)
- 홍범도(洪範圖)
- 홍병기(洪秉箕)
- 황흥(黃興)(중국인)

### 독립유공자 3급:독립장(820명)
- 강경선(康景善)
- 강기덕(康基德)
- 강기운(姜基云)
- 강윤희(姜允熙)
- 강명규(姜明奎)
- 강무경(姜武景)
- 강상모(姜尙模)
- 강순필(姜順必)
- 강원형(姜遠馨)
- 강인수(姜人壽)
- 강제하(康濟河)
- 강진원(姜震遠)
- 강창제(姜昌濟)
- 강철구(姜鐵求)
- 계봉우(桂奉瑀)
- 계화(桂和)
- 고광순(高光洵)
- 고두환(高斗煥)
- 고운기(高雲起)
- 고이허(高而虛)
- 고인덕(高仁德)
- 고제량(高濟亮)
- 고창일(高昌一)
- 고평(高平)
- 곽재기(郭在驥)
- 곽중규(郭重奎)
- 곽태기(郭泰棋)
- 구연영(具然英)
- 구예선(具禮善)
- 권기옥(權基玉)
- 권석도(權錫燾)
- 권순명(權順明)
- 권영만(權寧萬)
- 권용일(權用佾)
- 권인규(權仁圭)
- 권준(權晙)(임시정부)
- 권준(權俊)(의병)
- 권쾌복(權快福)
- 금기철(琴基哲)
- 금달연(琴達淵)
- 기산도(奇山度)
- 기삼연(奇參衍)
- 기우만(奇宇萬)
- 김갑(金甲)
- 김강(金剛)
- 김경운(金景云)
- 김경태(金敬泰)
- 김관보(金官寶)
- 김관오(金冠五)
- 김광진(金光振)
- 김교헌(金敎獻)
- 김규식(金圭植)
- 김기한(金起漢)
- 김기형(金基瀅)
- 김낙용(金洛用)
- 김난섭(金蘭燮)
- 김대규(金大圭)
- 김대지(金大池)
- 김덕순(金德順)
- 김덕제(金德濟)
- 김덕흥(金德興)
- 김도원(金道源)
- 김도현 (金燾鉉)
- 김동수(金東洙)(광복군)
- 김동수(金東洙)(의병)
- 김동식(金東植)
- 김동신(金東臣)
- 김두만(金斗萬)
- 김마리아(金瑪利亞)
- 김만수(金萬秀)
- 김명권(金明權)
- 김문희(金文熙)
- 김범이(金範伊)
- 김법린(金法麟)
- 김병로(金炳魯)
- 김병록(金丙錄)
- 김병조(金炳朝)
- 김병태(金餠泰)
- 김보형(金寶炯)
- 김복한(金福漢)
- 김봉규(金奉奎)
- 김봉수(金鳳秀)
- 김봉식(金鳳植)
- 김봉원(金鳳源)
- 김봉학(金奉學)
- 김상길(金相吉)
- 김상덕(金尙德)
- 김상옥(金尙沃)
- 김상태(金尙台)
- 김석(金晳)
- 김석진(金奭鎭)
- 김석창(金錫昌)
- 김석황(金錫璜)
- 김선여(金善汝)
- 김성근(金聲根)
- 김성범(金成範)
- 김성수(金聖壽)
- 김성숙(金星淑)
- 김성엽(金聖燁)
- 김성택(金聖擇)
- 김성호(金聖灝)
- 김세환(金世煥)
- 김수곡(金水谷)
- 김수민(金秀敏)
- 김순애(金淳愛)
- 김승곤(金勝坤)
- 김승만(金承萬)
- 김승학(金承學)
- 김시중(金時中)
- 김약연(金躍淵)
- 김영란(金永蘭)
- 김영렬(金泳烈)
- 김영숙(金永肅)
- 김영철(金榮哲)
- 김영현(金寧炫)
- 김예진(金禮鎭)
- 김용구(金容球)
- 김용대(金容大)
- 김용성(金容成)
- 김용재(金容宰)
- 김우근(金宇根)
- 김원국(金元國)(만주방면)
- 김원국(金元國)(의병)
- 김원범(金元範)
- 김원벽(金元璧)
- 김원식(金元植)(정의부)
- 김원식(金元植)(의병)
- 김원조(金遠祚)
- 김율(金聿)
- 김응백(金應伯)
- 김의한(金毅漢)
- 김이섭(金利燮)
- 김이직(金理直)
- 김인전(金仁全)
- 김일곤(金逸坤)
- 김일봉(金一鳳)
- 김일원(金日元)
- 김재근(金載根)
- 김정련(金正連)
- 김정수(金晶壽)
- 김정원(金正元)
- 김정익(金貞益)
- 김종철(金鍾鐵)
- 김준승(金俊承)
- 김준택(金俊澤)
- 김중건(金中建)
- 김지환(金智煥)
- 김진만(金鎭萬)
- 김진묵(金溱默)
- 김진성(金振聲)
- 김진준(金珍俊)
- 김찬수(金燦洙)
- 김창곤(金昌坤)
- 김창균(金昌均)
- 김창근(金昌根)
- 김창환(金昌煥)
- 김천성(金天成)
- 김천익(金天益)
- 김철(金澈)
- 김철남(金鐵男)
- 김최명(金最明)
- 김춘배(金春培)
- 김치보(金致寶)
- 김치홍(金致洪)
- 김태연(金泰淵)(정의부)
- 김태연(金泰淵)(중국방면)
- 김태오(金泰午)
- 김태원(金泰元)(의병)(62)
- 김태원(金泰元)(의병)(93)
- 김태원(金泰元)(벽창의용대(63))
- 김평식(金平植)
- 김학규(金學奎)
- 김학무(金學武)
- 김학섭(金學燮)
- 김한종(金漢鍾)
- 김혁(金赫)
- 김형빈(金亨彬)
- 김호(金乎)
- 김홍서(金弘敍)
- 김홍일(金弘壹)
- 김훈(金勳)
- 나병삼(羅炳三)
- 나시운(羅時雲)
- 나월환(羅月煥)
- 나정구(羅正龜)
- 나중소(羅仲昭)
- 나창헌(羅昌憲)
- 나철(羅喆)
- 나태섭(羅泰燮)
- 남공선(南公善)
- 남궁억(南宮檍)
- 남석인(南錫仁)
- 남정각(南廷珏)
- 노기용(盧企容)
- 노병대(盧炳大)
- 노복선(盧福善)
- 노원섭(盧元燮)
- 노을룡(盧乙龍)
- 노응규(盧應奎)
- 노임수(盧琳壽)
- 노종균(盧鍾均)
- 노태준(盧泰俊)
- 대립(戴笠)(중국인)
- 마수례(馬樹禮)(중국인)
- 마진(馬晋)
- 막덕혜(莫德惠)(중국인)
- 명제세(明濟世)
- 모의리(牟義理)(미국인)
- 문상익(文相翊)
- 문석봉(文錫鳳)
- 문양목(文讓穆)
- 문일민(文一民)
- 문일평(文一平)
- 문창숙(文昌淑)
- 문창학(文昌學)
- 민강(閔강)
- 민긍호(閔肯鎬)
- 민산해(閔山海)(영국인)
- 민양기(閔良基)
- 민영구(閔泳玖)
- 민용호(閔龍鎬)
- 민필호(閔弼鎬)
- 민효식(閔孝植)
- 박건병(朴健秉)
- 박건웅(朴健雄)
- 박걸(朴傑)(영국인)
- 박경순(朴敬淳)
- 박기성(朴基成)
- 박기제(朴基濟)
- 박기한(朴基寒)
- 박도경(朴道京)
- 박문용(朴文鎔)
- 박문용(朴文鎔)
- 박봉석(朴奉石)
- 박사화(朴士化)
- 박상진(朴尙鎭)
- 박세건(朴世健)
- 박세화(朴世和)
- 박승길(朴昇吉)
- 박시창(朴始昌)
- 박여성(朴汝成)
- 박영준(朴英俊)
- 박영희(朴寧熙)
- 박응백(朴應伯)
- 박인항(朴仁恒)
- 박인호(朴寅浩)
- 박인화(朴仁和)
- 박장호(朴長浩)
- 박재혁(朴載赫)
- 박중서(朴重緖)
- 박차정(朴次貞)(女:김원봉의처)
- 박찬익(朴贊翊)
- 박춘실(朴春實)
- 박치의(朴治毅)
- 박치화(朴致化)
- 박태열(朴泰烈)
- 박희광(朴喜光)
- 반하경(潘夏慶)
- 방순희(方順熙)(여)
- 배설(裵說)
- 백기환(白基煥)
- 백낙주(白樂疇)
- 백남규(白南奎)
- 백삼규(白三圭)
- 백시찬(白時瓚)
- 백운한(白雲翰)
- 백일규(白一圭)
- 백정기(白貞基)
- 변춘식(邊春植)
- 변학기(邊鶴基)
- 비오생(費吾生)(미국인)
- 사도덕(司徒德)(중국인)
- 서병희(徐炳熙)
- 서상교(徐尙敎)
- 서상렬(徐相烈)
- 서상용(徐相庸)
- 서상한(徐相漢)
- 서영석(徐永錫)
- 서원준(徐元俊)
- 서의배(徐義培)
- 서일(徐一)
- 서종채(徐鍾採)
- 석호필(石虎弼)(영국인)
- 선우혁(鮮于赫)
- 설악(薛岳)(중국인)
- 성익현(成益鉉)
- 손기업(孫基業)
- 손기혁(孫琪赫)
- 손덕오(孫德五)
- 손승억(孫承億)
- 손양윤(孫亮尹)
- 손영각(孫永珏)
- 손정도(孫貞道)
- 손창준(孫昌俊)
- 송계백(宋繼白)
- 송병선(宋秉璿)
- 송병순(宋秉珣)
- 송병조(宋秉祚)
- 송종익(宋鍾翊)
- 송주면(宋宙勉)
- 송진우(宋鎭禹)
- 송학선(宋學先)
- 송헌주(宋憲澍)
- 쇼우(아일랜드)
- 신건식(申健植)
- 신공제(辛公濟)
- 신덕영(申德永)
- 신석우(申錫雨)
- 신송식(申松植)
- 신숙(申肅)
- 신언성(申彦聖)
- 신언준(申彦俊)
- 신영삼(申榮三)
- 신우여(申禹汝)
- 신우현(申禹鉉)
- 신정백(申正栢)
- 신창룡(申昌龍)
- 신창룡(申昌龍)
- 신태식(申泰植)
- 신팔균(申八均)
- 신현구(申鉉九)
- 신현규(申鉉圭)
- 심남일(沈南一)
- 심용준(沈龍俊)
- 안경근(安敬根)
- 안경신(安敬信)
- 안공근(安恭根)
- 안광조(安光祚)
- 안국형(安國亨)
- 안규홍(安圭洪)
- 안명근(安明根)
- 안무(安武)
- 안병무(安炳武)
- 안병찬(安秉瓚)
- 안상익(安相益)
- 안세환(安世桓)
- 안승우(安承禹)
- 안원규(安元奎)
- 안재환(安載煥)
- 안정근(安定根)
- 안지호(安知鎬)
- 안춘생(安椿生)
- 안태국(安泰國)
- 안현경(安顯景)
- 안희제(安熙濟)
- 양경학(梁景學)
- 양근환(梁槿煥)
- 양진여(梁振汝)
- 양기하(梁基瑕)
- 양세봉(梁世奉)
- 양승우(楊承雨)
- 양우조(楊宇朝)
- 양윤숙(楊允淑)
- 양한규(梁漢奎)
- 엄순봉(嚴舜奉)
- 엄주필(嚴柱弼)
- 엄항섭(嚴恒燮)
- 엄해윤(嚴海潤)
- 여순근(呂淳根)
- 여준(呂準)
- 여행열(呂行烈)
- 연병호(延秉昊)
- 염온동(廉溫東)
- 염인서(廉仁瑞)
- 오강표(吳剛杓)
- 오광선(吳光鮮)
- 오광심(吳光心)
- 오기호(吳基鎬)
- 오면직(吳冕稙)
- 오복원(吳復元)
- 오상서(吳祥瑞)
- 오상원(吳相元)
- 오성술(吳成述)
- 오영선(吳永善)
- 오운흥(吳雲興)
- 오의선(吳義善)
- 왕광연(王光演)
- 왕죽일(汪竹一)(중국인)
- 왕회종(王會鍾)
- 우덕순(禹德淳)
- 우동선(禹東鮮)
- 우승창(禹承昌)
- 우재룡(禹在龍)
- 원세훈(元世勳)
- 원심창(元心昌)
- 유광흘(劉光屹)
- 유근(柳瑾)
- 유기동(柳基東)
- 유도발(柳道發)
- 유동하(劉東夏)
- 유득신(劉得信)
- 유림(柳林)
- 유명규(劉明奎)
- 유민식(兪民植)
- 유병기(劉秉淇)
- 유상근(柳相根)
- 유상렬(柳相烈)
- 유석현(劉錫鉉)
- 유성삼(劉成三)
- 유시연(柳時淵)
- 유영요(劉詠堯)
- 유인식(柳寅植)
- 유일한(柳一韓)
- 유장렬(柳장烈)
- 유지명(柳志明)
- 유창순(庾昌淳)
- 유택수(柳澤秀)
- 유해준(兪海濬)
- 유흥수(柳興洙)
- 윤덕보(尹德甫)
- 윤동주(尹東柱)
- 윤세복(尹世復)
- 윤병구(尹炳球)(미주방면)
- 윤병구(尹炳球)(의열단)
- 윤산온(尹山溫)
- 윤상열(尹相悅)
- 윤세용(尹世茸)
- 윤세주(尹世胄)
- 윤이병(尹履炳)
- 윤익선(尹益善)
- 윤인순(尹仁淳)
- 윤준희(尹俊熙)
- 윤창하(尹敞夏)
- 윤해(尹海)
- 윤현진(尹顯振)
- 윤흥곤(尹興坤)
- 이갑(李甲)
- 이강(李剛)
- 이강산(李江山)
- 이강훈(李康勳)
- 이건석(李建奭)
- 이경섭(李景燮)
- 이관석(李寬錫)
- 이관직(李觀稙)
- 이광(李光)
- 이광민(李光民)
- 이광복(李光福)
- 이광세(李光世)
- 이광호(李光浩)
- 이교영(李敎永)
- 이교재(李敎載)
- 이구연(李龜淵)
- 이규갑(李奎甲)
- 이규선(李奎善)
- 이규창(李圭昌)
- 이규채(李圭彩)
- 이기(李沂)
- 이기손(李起巽)
- 이기송(李基松)
- 이남규(李南珪)
- 이능권(李能權)
- 이달(李達)
- 이대극(李大克)
- 이대위(李大爲)
- 이덕삼(李德三)
- 이동수(李東秀)
- 이만도(李晩燾)
- 이면주(李冕宙)
- 이명균(李明均)
- 이명상(李明相)
- 이명서(李明瑞)
- 이명순(李明淳)
- 이명하(李命夏)
- 이민화(李敏華)
- 이범직(李範稷)
- 이병묵(李丙默)
- 이병욱(李丙旭)
- 이병진(李秉進)
- 이병채(李秉埰)
- 이병화(李炳華)
- 이봉우(李鳳雨)
- 이봉희(李鳳羲)
- 이붕해(李鵬海)
- 이상룡(李相龍)
- 이상만(李象萬)
- 이상정(李相定)
- 이상철(李相哲)
- 이상호(李相虎)
- 이서현(李瑞賢)
- 이석(李錫)
- 이석용(李錫庸)
- 이석이(李石伊)
- 이설(李楔)
- 이성구(李成九)
- 이성우(李誠宇)
- 이성화(李成化)
- 이세영(李世永)
- 이소응(李昭應)
- 이수흥(李壽興)(이천,수원)
- 이순모(李順模)
- 이승길(李承吉)
- 이신애(李信愛)(여)
- 이애라(李愛羅)
- 이양섭(李陽燮)
- 이영준(李英駿)
- 이용담(李龍潭)
- 이우식(李祐植)
- 이우영(李宇榮)
- 이원대(李元大)
- 이원직(李元稙)
- 이유필(李裕弼)
- 이윤재(李允宰)
- 이은영(李殷榮)
- 이응서(李應瑞)
- 이의준(李義俊)
- 이인(李仁)
- 이인금(李寅今)
- 이인식(李仁植)
- 이재윤(李載允)
- 이재현(李在賢)
- 이정렬(李定烈)
- 이종건(李鍾乾)(임시정부)
- 이종건(李鍾乾)(통의부)
- 이종암(李鍾巖)
- 이종욱(李鍾郁)
- 이종혁(李種赫)
- 이종호(李鍾浩)
- 이종희(李鍾熙)
- 이준식(李俊植)
- 이준용(李濬鏞)
- 이중봉(李重鳳)
- 이중언(李中彦)
- 이중집(李仲執)
- 이진룡(李鎭龍)
- 이진무(李振武)
- 이진영(李進榮)
- 이진택(李珍澤)
- 이창덕(李昌德)
- 이창용(李昌用)
- 이철형(李哲衡)
- 이춘영(李春永)
- 이충응(李忠應)
- 이치모(李致模)
- 이탁(李鐸)
- 이필봉(李弼奉)
- 이필상(李弼相)
- 이필희(李弼熙)
- 이학순(李學純)
- 이한구(李韓久)
- 이한응(李漢應) - 대한제국의 주영 서리공사. 1905년 5월 12일 런던에서 자결
- 이현(李鉉)
- 이현규(李鉉圭)
- 이현섭(李鉉燮)
- 이형우(李亨雨)
- 이호원(李浩源)
- 이홍래(李鴻來)
- 이화익(李化翼)
- 이화일(李化日)
- 이화주(李化周)
- 이황룡(李黃龍)
- 이회영(李會榮)
- 이흥관(李興官)
- 이희경(李喜儆)
- 이희룡(李熙龍)
- 이희삼(李熙三)
- 이희승(李熙昇)
- 임국정(林國楨)
- 임병극(林炳極)
- 임병찬(林炳瓚)
- 임봉주(林鳳柱)
- 임성우(林成雨)
- 임용상(林龍相)
- 임의탁(林義鐸)
- 임이걸(林利杰)
- 임창모(林昌模)
- 임치정(林蚩正)
- 임하중(林夏仲)
- 장계(張繼)(중국인)
- 장관주(張觀柱)
- 장군(張群)(중국인)
- 장기천(張基千)
- 장덕준(張德俊)
- 장덕진(張德震)
- 장도빈(張道斌)
- 장두량(張斗良)
- 장두환(張斗煥)
- 장명도(張明道)
- 장봉한(張鳳漢)
- 장석영(張錫英)
- 장소진(張韶鎭)
- 장윤덕(張胤德)
- 장인초(張仁初)
- 장일환(張日煥)
- 장진원(張鎭元)
- 장진홍(張鎭弘)
- 장철호(張喆鎬)
- 장태수(張泰秀)
- 장한성(張寒星)
- 장해평(莊海平)
- 장형(張炯)
- 저보성(저補成)(중국인)
- 전덕기(全德基)
- 전덕명(全德明)
- 전덕원(全德元)
- 전좌한(全佐漢)
- 전태선(全泰善)
- 전학수(田學秀)
- 전홍섭(全弘燮)
- 정기선(鄭基善)
- 정기찬(鄭奇贊)
- 정남용(鄭南用)
- 정동식(鄭東植)
- 정봉준(鄭鳳俊)
- 정봉화(鄭鳳和)
- 정서송(鄭庶松)
- 정순경(鄭順敬)
- 정순만(鄭淳萬)
- 정신(鄭信)
- 정용기(鄭鏞基)
- 정용대(鄭用大)
- 정운경(鄭雲慶)
- 정원집(鄭元執)
- 정의도(丁義道)
- 정이형(鄭伊衡)
- 정인국(鄭寅國)
- 정인보(鄭寅普)
- 정인복(鄭仁福)
- 정인승(鄭寅承)
- 정찬조(鄭燦朝)
- 정철화(鄭哲和)
- 정춘서(鄭春瑞)
- 정태진(丁泰鎭)
- 정태희(鄭泰熙)
- 정한경(鄭翰景)
- 정화암(鄭華岩) -  남화한인청년연맹(南華韓人靑年聯盟), 흑색공포단(黑色恐怖團)을 조직
- 조경한(趙擎韓)
- 조경환(曺京煥)
- 조길룡(曺吉龍)
- 조도선(曺道先)
- 조동호 (趙東祜)
- 조명하(趙明河)
- 조맹선(趙孟善)
- 조병두(趙炳斗)
- 조병옥(趙炳玉)
- 조병요(趙炳堯)
- 조병준(趙秉準)
- 조시원(趙時元)
- 조용하(趙鏞夏)
- 조원세(趙元世)
- 조윤하(趙潤河)
- 조인제(趙仁濟)
- 조인환(曺仁煥)
- 조정인(趙正仁)
- 조종대(趙鍾大)
- 조지영(趙志英)
- 조진탁(曺振鐸)
- 조창룡(趙昌龍)
- 조창선(趙昌善)
- 조창호(趙昌鎬)
- 조화선(趙化善)
- 조훈(趙勳)
- 주경란(朱慶瀾)(중국인)
- 주기철(朱基徹)
- 주명우(朱明禹)
- 주병웅(朱秉雄)
- 주석환(朱錫煥)
- 지달수(池達洙)
- 지석용(池錫湧)
- 지용기(池龍起)
- 진입부(陳立夫)(중국인)
- 진치언(陳致彦)
- 진희창(秦熙昌)
- 차도선(車道善)
- 차병수(車炳修)
- 차병제(車秉濟)
- 차병혁(車炳赫)
- 차이석(車利錫)
- 차천리(車千里)
- 차천모(車天模)
- 차희식(車喜植)
- 채광묵(蔡光默)
- 채기중(蔡基中)
- 채세윤(蔡世允)
- 채영(蔡永)
- 채원개(蔡元凱)
- 채응언(蔡應彦)
- 채찬(蔡燦)
- 천병림(千炳林)
- 천세헌(千世憲)
- 최관용(崔寬用)
- 최규동(崔奎東)
- 최낙철(崔洛哲)
- 최능찬(崔能贊)
- 최도환(崔道煥)
- 최동오(崔東旿)
- 최병선(崔秉善)
- 최병수(崔炳秀)
- 최병호(崔炳鎬)
- 최봉준(崔鳳俊)
- 최산흥(崔山興)
- 최석준(崔錫濬)
- 최성천(崔聖天)
- 최세윤(崔世允)
- 최수봉(崔壽鳳)
- 최시흥(崔時興)
- 최양옥(崔養玉)
- 최영걸(崔英傑)
- 최영호(崔永浩)
- 최윤구(崔允龜)
- 최용덕(崔用德)
- 최욱영(崔旭永)
- 최은식(崔殷植)
- 최이붕(崔以鵬)
- 최익룡(崔翊龍)
- 최익형(崔益馨)
- 최일엽(崔日燁)
- 최재형(崔在亨)
- 최중호(崔重鎬)
- 최지관(崔志寬)
- 최진동(崔振東)
- 최진하(崔鎭河)
- 최창식(崔昌植)
- 최천유(崔千有)
- 최천호(崔天浩)
- 최천호(崔天浩)
- 최해(崔海)
- 최현배(崔鉉培)
- 추삼만(秋三萬)
- 태양욱(太陽郁)
- 한봉근(韓鳳根)
- 한봉수(韓鳳洙)
- 한상렬(韓相烈)
- 한상호(韓相浩)
- 한성수(韓聖洙)
- 한시대(韓始大)
- 한이경(韓利敬)
- 한정만(韓貞萬)
- 한징(韓澄)
- 한훈(韓焄)
- 한흥(韓興)
- 한흥근(韓興根)
- 함석은(咸錫殷)
- 함태영(咸台永)
- 허근(許根)
- 허빈(許斌)
- 허형(許炯)
- 현순(玄楯)
- 현익철(玄益哲)
- 현정건(玄鼎健)
- 현정경(玄正卿)
- 현천묵(玄天默)
- 호종남(胡宗南)(중국인)
- 홍만식(洪萬植)
- 홍범식(洪範植)
- 홍사구(洪思九)
- 홍석호(洪碩浩)
- 홍성익(洪成益)
- 홍언(洪焉)
- 홍원식(洪元植)
- 홍주(洪疇)
- 홍준옥(洪준玉)
- 홍진(洪震)
- 홍찬섭(洪燦燮)
- 홍충희(洪忠熹)
- 홍학순(洪學淳)
- 황각(黃覺)(중국인)
- 황덕환(黃德煥)
- 황병길(黃炳吉)
- 황병학(黃炳學)
- 황봉신(黃鳳信)
- 황봉운(黃鳳雲)
- 황상규(黃尙奎)
- 황재운(黃在雲)
- 황준성(黃俊聖)
- 황창오(黃昌五)
- 황학봉(黃學奉)
- 황학수(黃學秀)
- 황현(黃海水)
- 흘법(訖法)(미국인)[4]

### 독립유공자 4급: 애국장(4,338명)
- 강진석
- 김형권
- 민충기(閔忠基)
- 백치서
- 안봉순(安奉舜)
- 양봉식(양봉식)
- 이육사(李陸史)
- 유진동(劉振東)
- 유평파(劉平波)
- 정두흠(鄭斗欽)
- 한기악

### 독립유공자 5급: 애족장(5,763명)
- 강면하(건국훈장 애족장)
- 김미하일 미하일로비치(Ким Михаил Михайлович)
- 김성연(金聖鍊, 평안남도 개천) - 독립자금 조성, 함흥교도소 옥고
- 김인두
- 김학이1
- 김학이2
- 나상준
- 문응국(文應國)
- 민영달
- 박재엽
- 송여직
- 송인집
- 송정헌(宋靜軒, 중국인)
- 송천흠
- 송회근
- 문응국(文應國)
- 유성렬
- 이경선
- 임학규
- 최순한(건국훈장 애족장)
- 한봉준
- 후세 다쓰지(布施辰治, 일본인)
- 한하연(韓何然) -일본에서 흑우연맹 결성

### 건국포장
- 김기술
- 김낙현
- 김덕조
- 김잠진
- 김종만
- 김선암
- 김순갑
- 김순영
- 김양모
- 김진구
- 김진선
- 김진옥
- 김호직
- 김회종
- 문용
- 박제형
- 서효격
- 서효달
- 서효신
- 서효원
- 안국형
- 안효진
- 유달영
- 윤영석
- 윤철수
- 이경진
- 이계성
- 이광춘
- 이만성
- 이우락
- 임병대
- 홍목
- 최태병
- 현덕신
- 현영조
- 현용주
- 강덕수
- 김흥봉
- 박순호
- 신종규
- 윤형숙
- 정일성
- 정주봉
- 최원순
- 현석칠
- 구승우
- 권성하
- 김진의
- 이봉재
- 이창서
- 정진도

### 대통령표창
- 김강아지
- 김상직
- 김치권

### 미서훈 독립유공자
- 하장수
- 하재세

그 외 국내, 러시아, 중국 등 미발굴 독립유공자 

## 국가에서 보장하는 예우

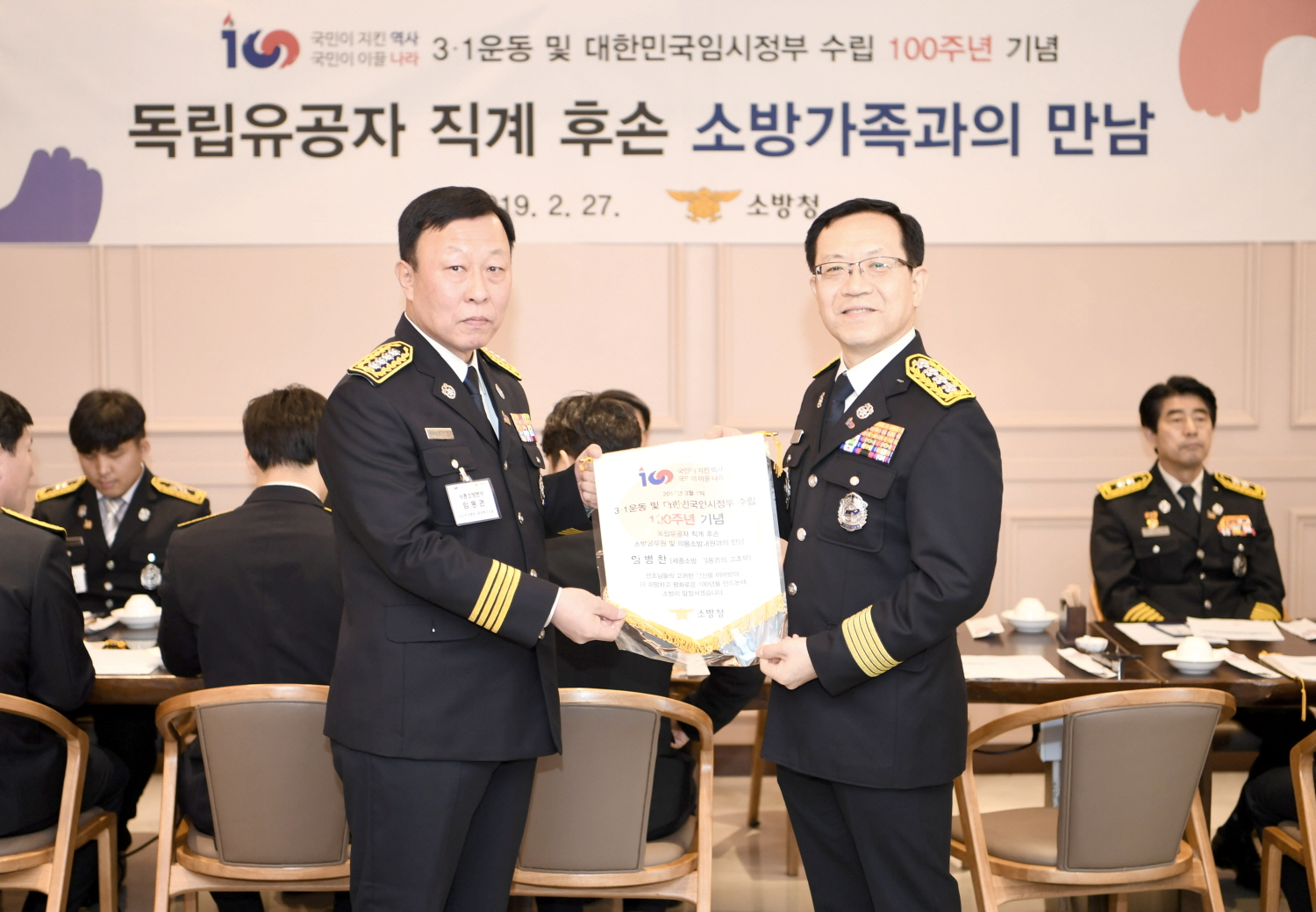
2019년 3.1운동 100주년 기념 독립유공자 직계후손 소방인과의 만남 행사(소방청장 정문호)

법률로써 보장하는 독립유공자와 독립유공자 후손에 대한 예우로는
- 의전 상의 예우와
- 보상금, 연금, 사망일시금, 생활조정수당,
- 교육보호, 취업보호, 의료보호, 대부, 양로보호, 양육보호, 고궁 등의 이용보호,
- 주택의 우선분양,
- 국립묘지에의 안장,
- 정착금 지원 등이 있다.

한편, 현행 법률에 따르면 해방 전에 서거한 유공자는 3대까지, 해방 후 서거한 유공자의 후손은 2대까지만 국가에서 보상하고 있기에 이들의 3대손에 대한 혜택을 위한 개정도 요구되고 있다.

### 독립유공자 후손 3대 후원
문재인 정부에서 생활고의 어려움을 겪는 독립 유공자 후손 가운데 특별히 3대들에 대한 생활지원을 후원하기 위하여 준비중에 있다

## 역사

### 2010년대
현재까지 300만 명(추산)에 달하는 독립운동가 가운데 고작 15,000여 명에게만 서훈이 이루어졌다. 그중에 일제 치하(광복 이전)에서 활동한 사회주의 계열 독립운동가에 대한 포상은 광복 50주년인 1995년 김영삼 정부 당시, 사회통합 차원에서 최초의 사회주의 정당인 한인사회당을 창당한 이동휘(1873~1935) 지사에게 건국훈장 대통령장을 포상한 이후 점차 확대돼 왔다.
일제하 사회주의운동가 포상과 관련해서 2016년 국회에서 문제가 된 일이 있었다. 북한 김일성 주석의 삼촌 김형권과 외삼촌인 강진석이 남한의 독립유공자로 수훈 받은 것이 알려졌기 때문이다. 광복 전에 사망한 그들은 이명박 대통령 당시인 2010년과 2012년 건국훈장 애국장 수훈자였다. 당시 보훈처장이 박승춘인데 그는 수훈 사실이 없다고 발뺌하다가 들통나자 수훈자 명단에서 빼겠다고 하는 등 논란을 빚었다.
보훈대상자 예우 강화 및 포상범위 확대가 대선 공약이었던 문재인 정부는 보훈대상자 범위를 넓히기 위해 2017년 7~11월 관련 연구용역을 수행했고 2018년 1~2월 전문가 의견을 수렴했다고 밝혔다. 이어 4월에 확대된 독립유공자 포상심사기준을 잠정 확정하고 6월 8일 문재인 정부 첫 국가보훈위원회에서 이를 논의.통과시킨 후 이에 따른 첫 수훈자를 8월 광복절에 포상하게 됐다.
바뀐 포상 심사기준에 따르면 의병이나 학생, 여성 독립유공자를 발굴하기 위해 수형·옥고 위주의 포상기준을 독립운동 공적이 있는 경우로 완화했다. 3개월 이상 옥고를 치르거나 6개월 이상 독립운동 활동을 했다는 공적이 있어야만 독립유공자로 지정될 수 있었으나 명백한 독립운동 사실이 확인됐을 때는 수형 기간에 영향을 받지 않는다. 또 독립운동을 했으나 광복 이후 사회주의 활동에 참여했다는 이유로 포상에 소극적이던 데서 벗어나 북한 정부 수립에 관여하지 않은 경우에는 포상할 수 있도록 했다.
이에 따라 보훈처는 2018년 8월 15일 제73주년 광복절에 모두 177명의 독립유공자를 포상했는데 이 가운데는 수형기간 완화 규정에 따라 포상한 독립유공자가 104명이었다. 특히 광복 이후 사회주의 활동 이력이 있었으나 나라를 위해 헌신한 공훈이 크다고 판단된 손용우 등 12명의 독립유공자도 포함됐다.